# جون‌اسپورت (مین)
جون‌اسپورت (به انگلیسی: Jonesport) یک منطقهٔ مسکونی در ایالات متحده آمریکا است که در شهرستان واشینگتن، مین واقع شده‌است. جون‌اسپورت ۲۵۹٫۹۱ کیلومتر مربع مساحت و ۱٬۳۷۰ نفر جمعیت دارد و ۷ متر بالاتر از سطح دریا واقع شده‌است.